# Amsterdam 750
Amsterdam 750 is de officiële viering van het 750-jarig bestaan van de stad Amsterdam. De Gemeente Amsterdam organiseert een jubileumjaar dat loopt van 27 oktober 2024 tot en met de officiële verjaardag op 27 oktober 2025. In samenwerking met bewoners, culturele instellingen en maatschappelijke organisaties vinden door de hele stad uiteenlopende activiteiten plaats.
De drie grootste publieksevenementen zijn het openingsconcert in de Ziggo Dome (2024), het festival Op de Ring (2025) en een nog te onthullen verjaardagsviering op 27 oktober 2025.

## Programma

### Openingsconcert in de Ziggo Dome (2024)
Op 27 oktober 2024 ging het jubileumjaar feestelijk van start met een groots openingsconcert in de Ziggo Dome. Dit eenmalige evenement fungeerde als een muzikale tijdmachine waarin uiteenlopende genres samenkwamen — van pop tot house, en van smartlap tot hiphop. De line-up bestond uit Amsterdamse artiesten uit verschillende generaties: André Hazes jr., Sef, René Froger, Huub van der Lubbe, Jeangu Macrooy, Donnie, S10, Sophie Straat, ISH Dance Collective, Trijntje Oosterhuis, ZO! Gospel Choir, Sophie Straat, Berget Lewis, Edsilia Rombley, Billy Dans, Het Nationale Ballet, Gershwin Bonevacia, Amsterdams Andalusisch Orkest, Niki Jacobs, Rayen Panday, Kamerkoor PA’dam, Joost van Bellen en MocroManiac.

### Op de Ring (2025)
Op de Ring was een eenmalig festival ter ere van het 750-jarig bestaan van Amsterdam, dat plaatsvond op zaterdag 21 juni 2025 op de Ringweg A10 rond de stad. Voor het eerst werd een deel van deze snelweg afgesloten voor publiek en ingericht als festivalterrein over een lengte van 15 kilometer. Het evenement trok naar schatting 250.000 bezoekers en bood onder meer een hardloopwedstrijd, een muziekprogramma met acts als Audio Obscura en Kris Kross Amsterdam en een unieke ceremonie waarbij twintig koppels trouwden midden op de snelweg. Het festival werd binnen 36 uur op- en afgebouwd en viel op door de grote belangstelling, de hitte en bijzondere locatie.

## Exposities
In het jublieumjaar organiseerde verschillende Amsterdamse musea en instanties historische exposities over de stad en haar Amsterdammers:
- Stadsherstel heeft sinds 1956 meer dan 750 historische panden in en rond Amsterdam gerestaureerd en behouden. In de expositie Amsterdam Redders, gepresenteerd in de Amstelkerk, bracht Stadsherstel deze panden samen met de verhalen van de mensen die zich hebben ingezet voor hun behoud. Ter aanvulling publiceerde Stadsherstel een online scheurkalender, waarin dagelijks één van deze gebouwen werd uitgelicht, inclusief achtergrondinformatie en inspirerende anekdotes.[3]

## Marketing

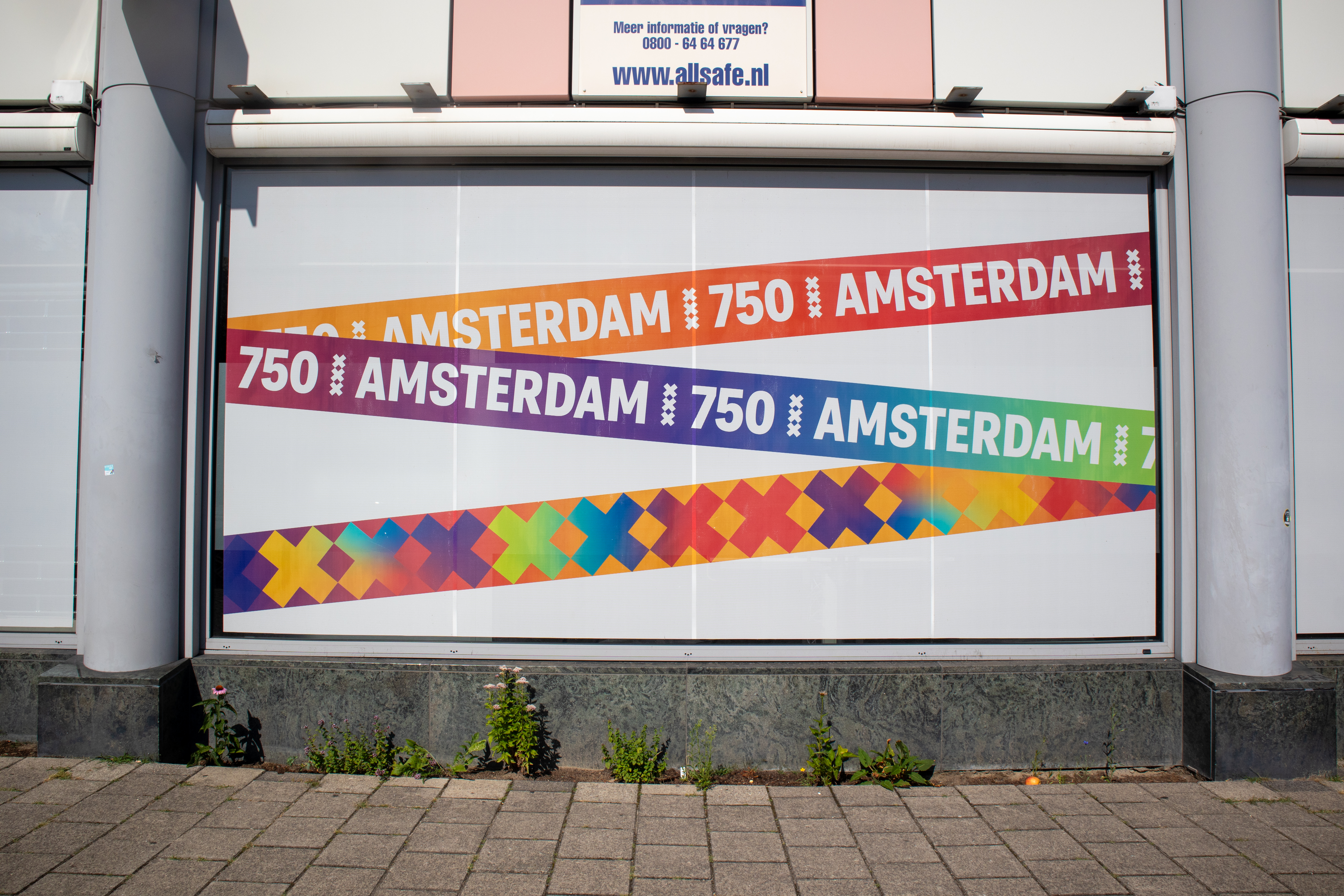
De 750-slinger op de ROC TOP aan de Wibautstraat, 2025

### 750-slinger
Speciaal voor de viering liet de Gemeente een zogenoemd City Dressing-ontwerp ontwikkelen door twee Amsterdamse creatieve bureaus: Liebe Leute en Lowres Creative Studio. Het kleurrijke ontwerp symboliseert de diversiteit van alle Amsterdammers, het kleurverloop staat voor verbinding en de slinger zelf voor feest. Deze zogeheten 750-slinger verscheen door de hele stad: op vlaggen, banieren en op iconische gebouwen zoals de Stopera en de Openbare Bibliotheek Amsterdam.
Om de feestelijke uitstraling nog verder te versterken, stelde de Gemeente een digitale toolkit beschikbaar. Daarmee werden Amsterdammers aangemoedigd om de 750-slinger te gebruiken en zo de viering nog zichtbaarder te maken in het straatbeeld.

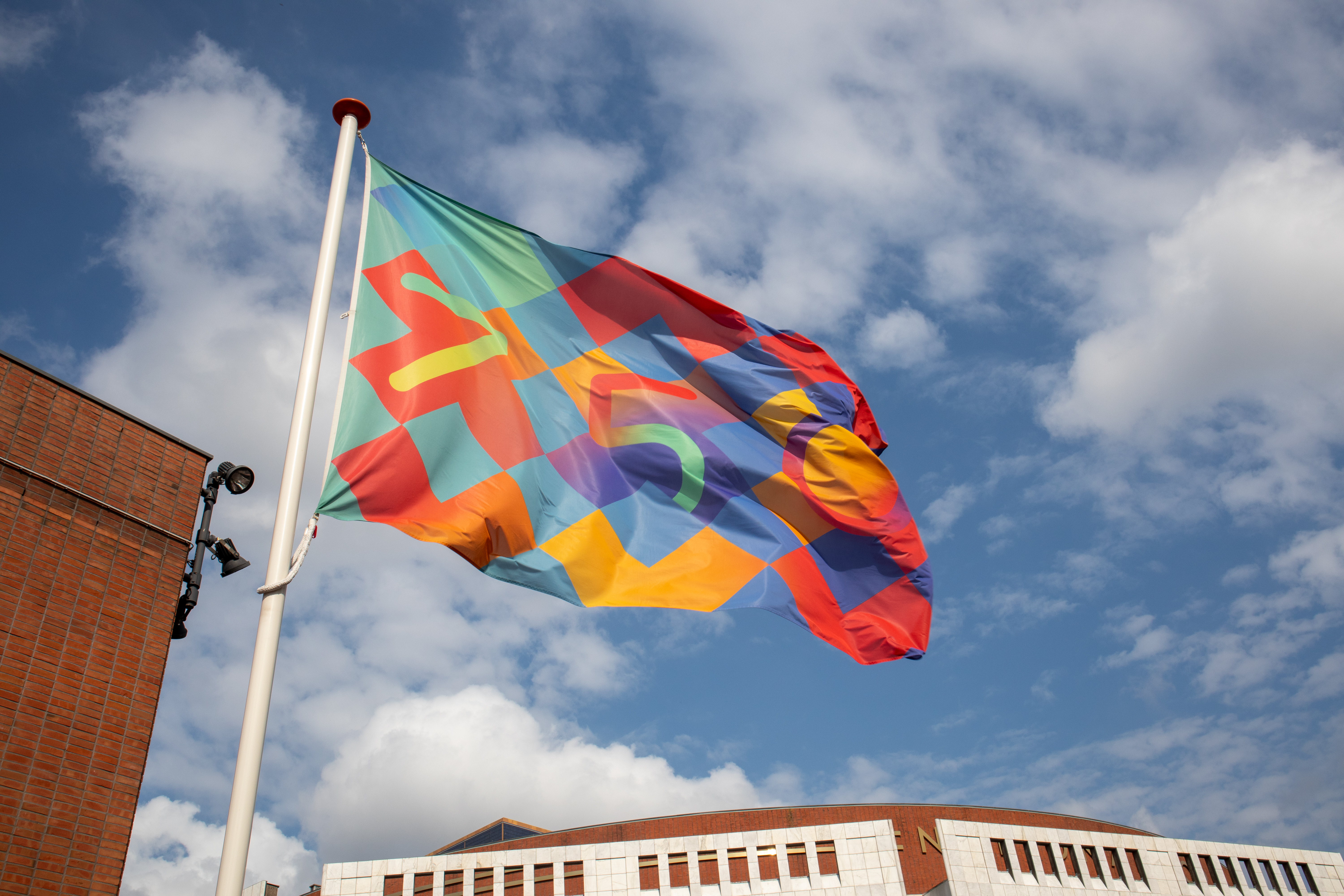
Stopera
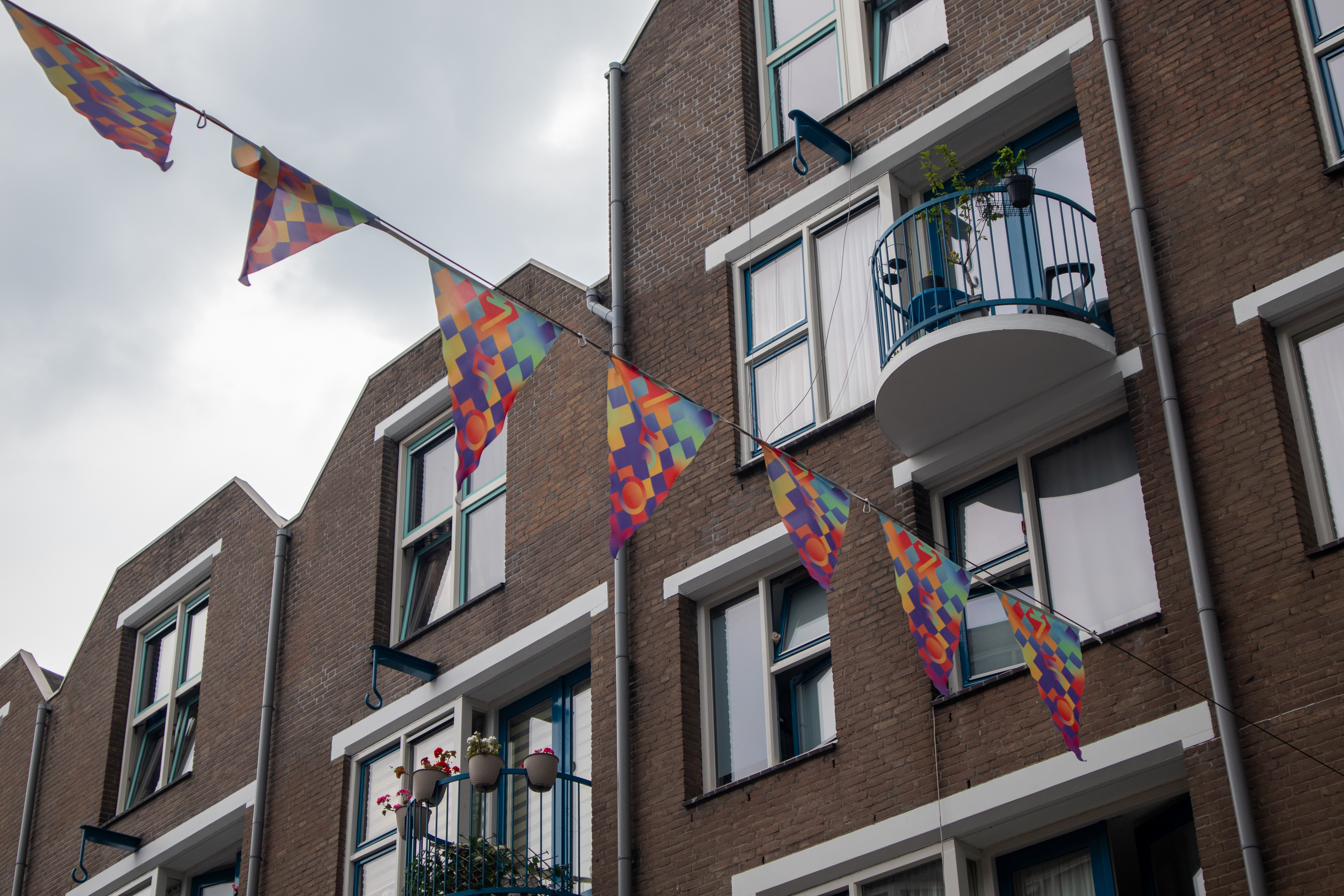
Sint Antoniesbreestraat
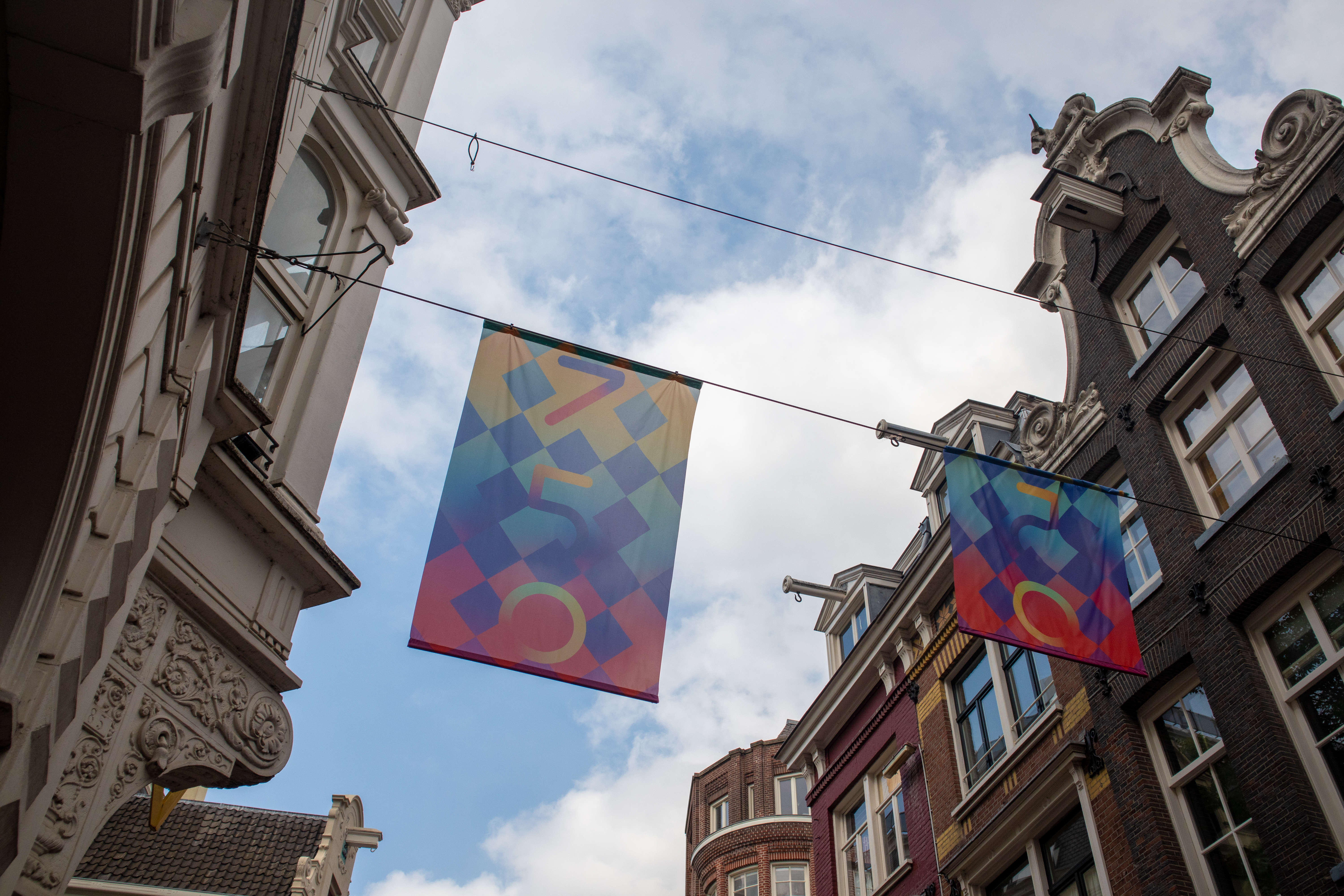
Kalverstraat
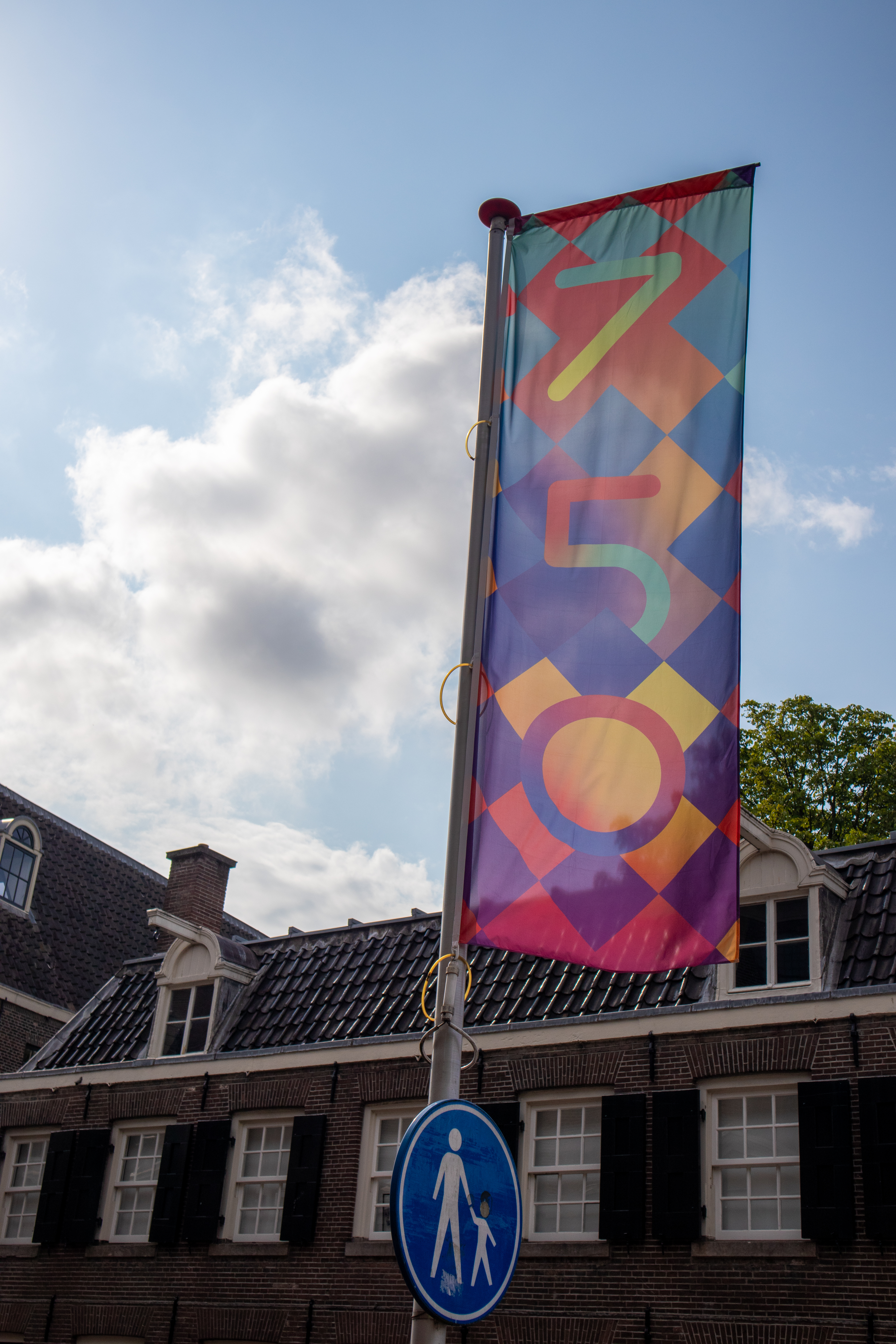
Joods Museum
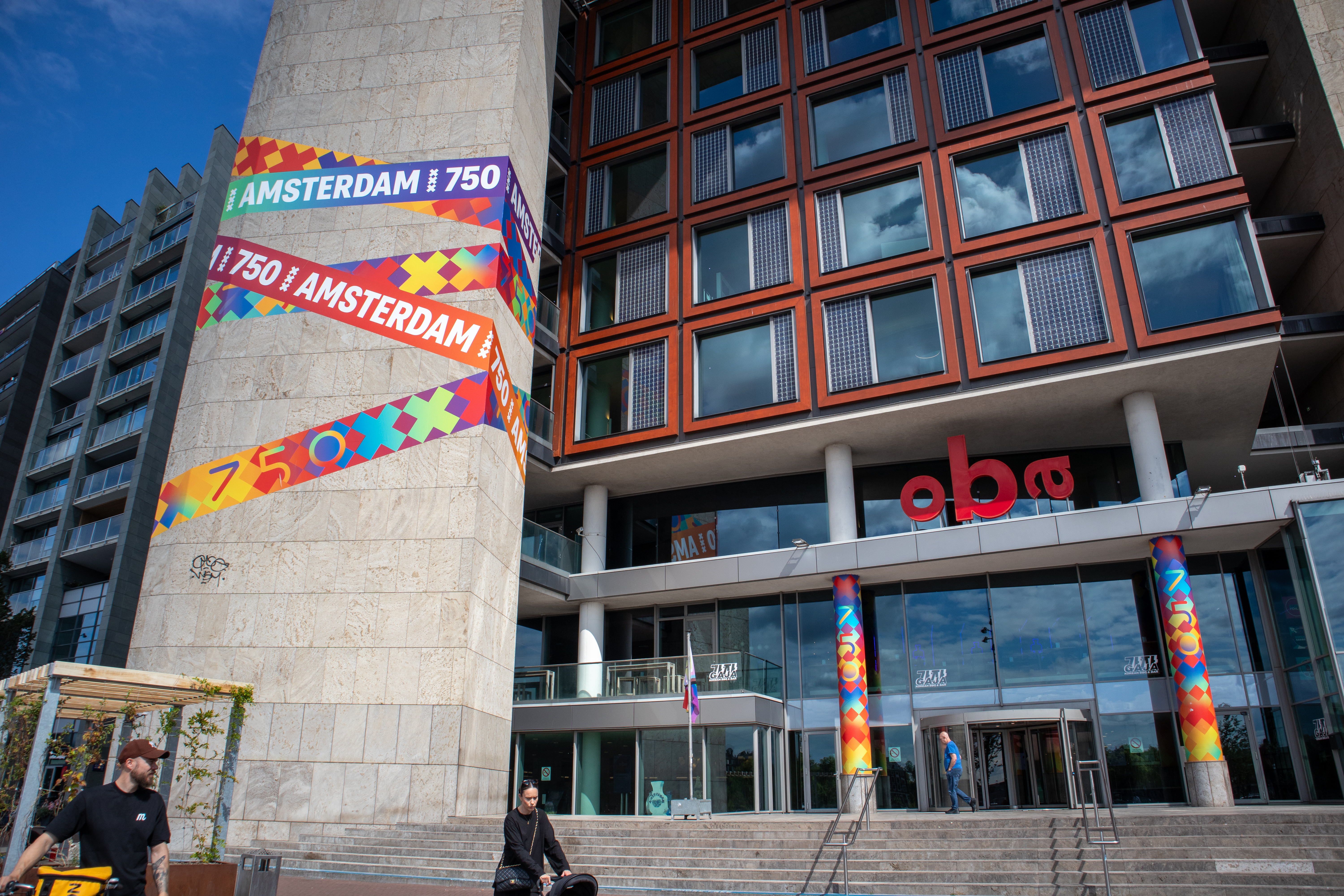
Centrale bibliotheek (OBA)
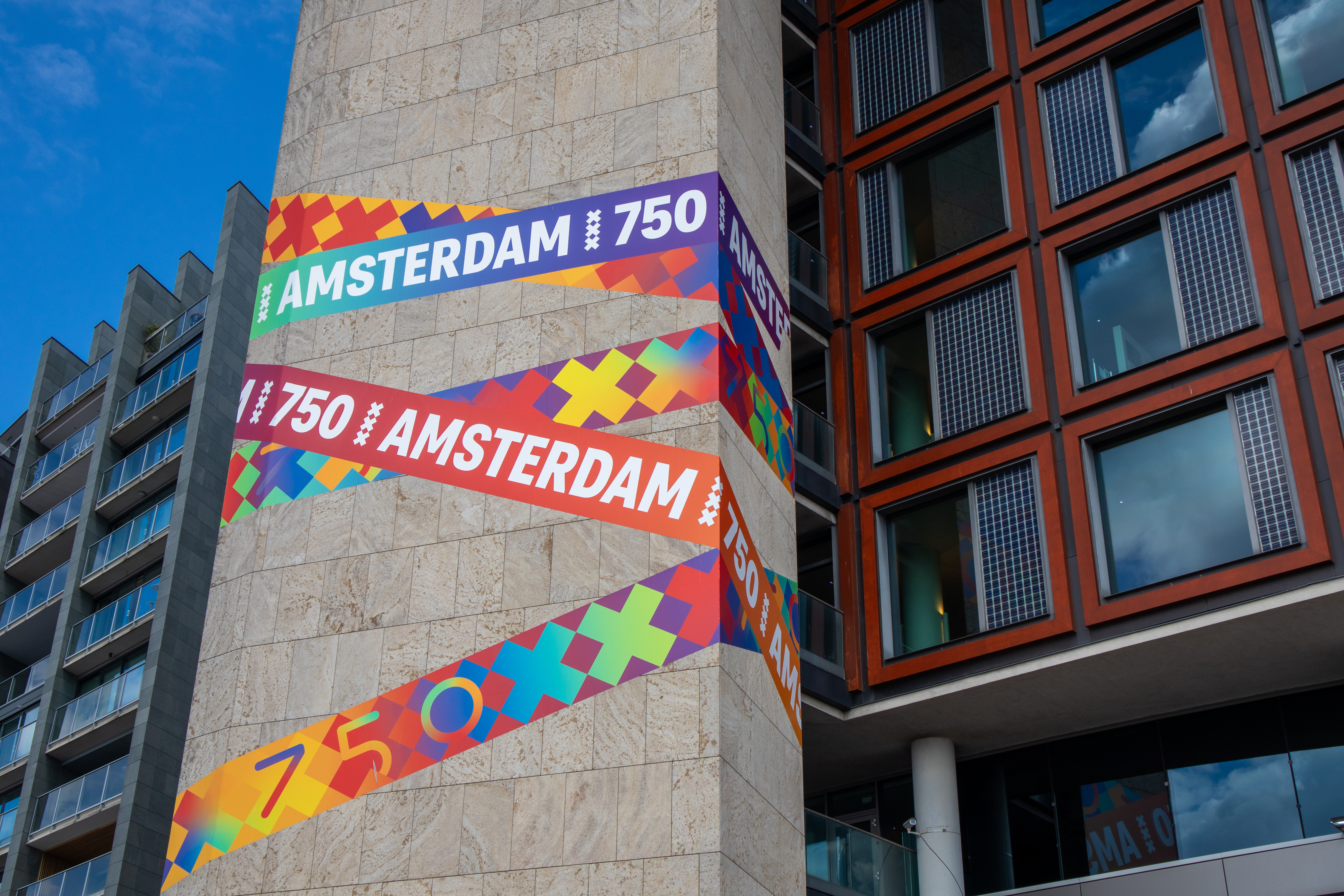
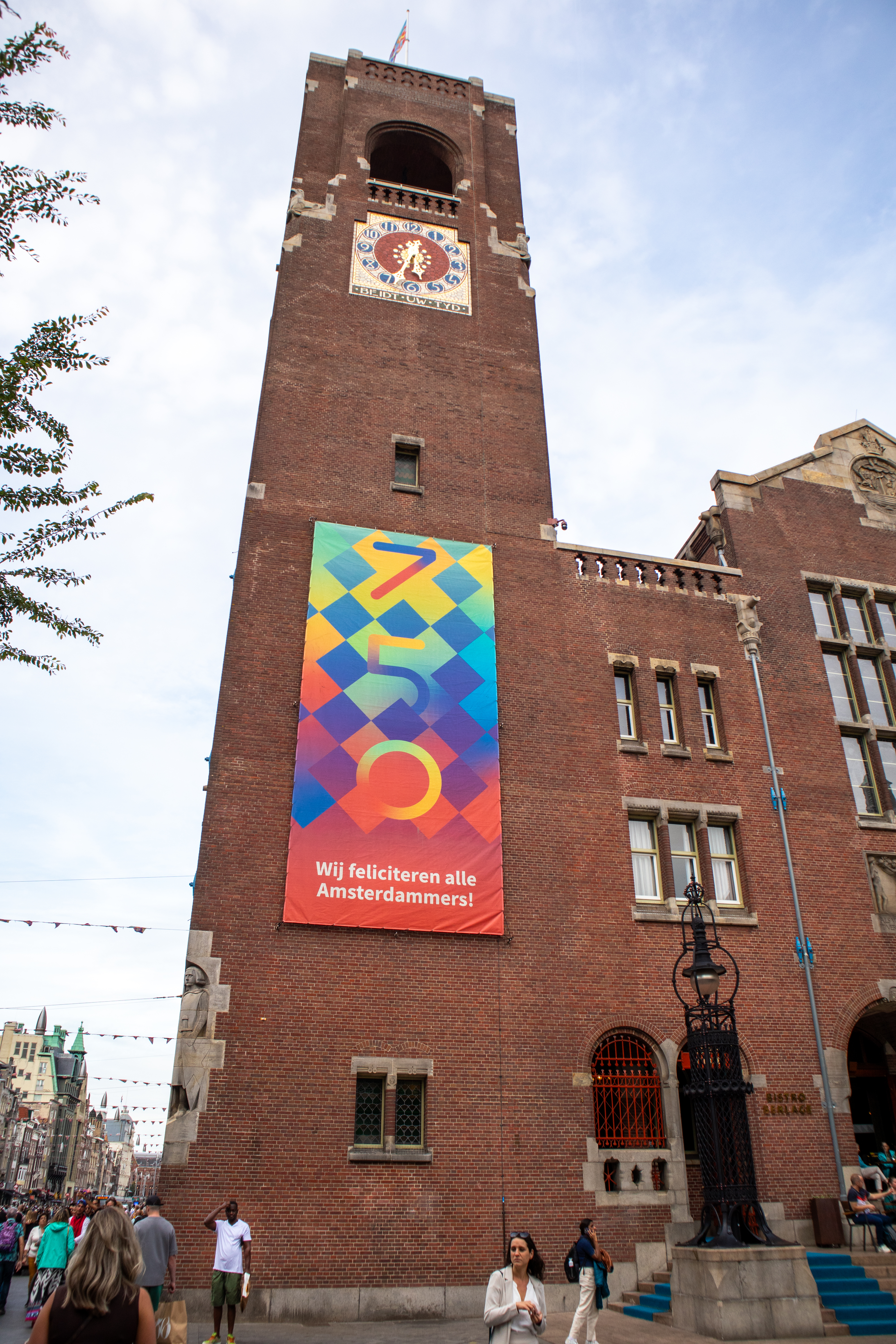
Beurs van Berlage
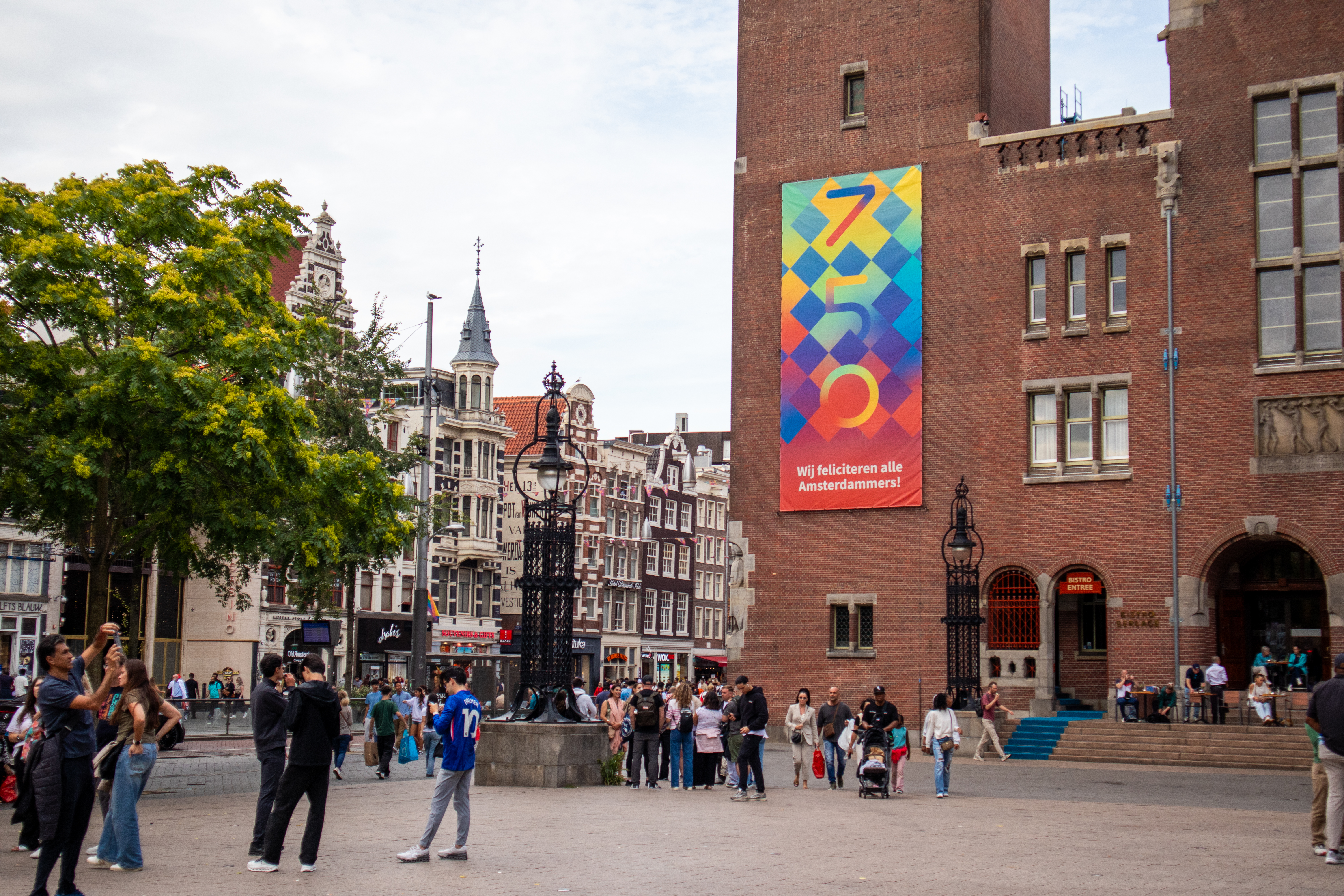

### Sponsering
In 2020 werd uitgegaan van een programmabudget van 27 miljoen euro, waarvan 15 miljoen afkomstig moest zijn van andere overheden en private partijen. Ruim een maand voor de start van het jubileumjaar had de Gemeente echter nog minder dan tien procent van het beoogde sponsorgeld binnengehaald. Alleen hoofdsponsor Heineken (€750.000), Rabobank (€350.000) en Gassan Diamonds (€155.000) hadden zich op dat moment bereid verklaard om het feest financieel te ondersteunen.

## Randprogrammering en particuliere initiatieven
Naast de officiële programmering van de Gemeente Amsterdam vonden er in de stad talloze onafhankelijke activiteiten plaats in het kader van het jubileumjaar. Musea organiseerden speciale exposities, er verschenen jubileumproducten en diverse organisaties en bedrijven leverden schenkingen of eigen bijdragen aan de viering. Hoewel deze initiatieven niet formeel onderdeel waren van het gemeentelijke programma, droegen ze wel actief bij aan de algehele feestelijke sfeer in de stad.

### Schenkingen aan de stad
- Ter gelegenheid van het 750-jarig bestaan van de stad verhief Paus Franciscus de Sint Nicolaasbasiliek officieel tot co-kathedraal van het bisdom Haarlem-Amsterdam.[6]
- Waternet ontwierp een speciale putdeksel voor het 750-jarig bestaan en verving daarmee 1.500 oude exemplaren verspreid door de stad.[7]
- Een groep Amsterdamse stichtingen en bedrijven schonk 750 bomen die tijdens het festival Op De Ring werden gepresenteerd en vervolgens werden geplant over 750 lege boomspiegels verspreid over de hele stad.[8]
- ING en Kroonenberg Groep schonken de stad voor 4 miljoen euro aan zonnepanelen, waarmee 5.500 zonnepanelen kunnen worden gelegd.[9]

### Jubileumproducten
Veel bedrijven en instellingen brachten speciale producten of ontwerpen uit, vaak met een marketingdoel of als eerbetoon aan de stad. Enkele opvallende uitgaven zijn:

#### Verzamelproducten
- Herdenkingsmunt (2024) - Op 30 juni 2023 maakte het Ministerie van Financiën bekend dat ter gelegenheid van het 750-jarig bestaan van Amsterdam een officiële verzamelaarsmunt zou worden uitgegeven. De Koninklijke Nederlandse Munt bracht in 2024 een speciale herdenkingsmunt uit in twee denominaties: een zilveren munt van 5 euro en een gouden munt van 10 euro.[10][11]
- Limited edition Ajax-thuisshirt (2024) - met subtiele verwijzingen naar het jubileumjaar.
- 5 unieke postzegels (2025) - PostNL lanceerde vijf unieke Amsterdam-postzegels.[12]

#### Commerciële producten
- Identity Games bracht in 2024 een speciale 750-jaar Amsterdam editie uit van het spel Monopoly.[13]
- America Today bracht in 2025 een kledinglijn uit van t-shirts en hoody, gemaakt in samenwerking met de Amsterdamse kunstenaars Laser 3.14, Mick La Rock en Dadara.[14]
- In april 2025 bracht Heineken een speciaal pils uit onder de naam Heineken Studio Mokum750. Het bier werd ontwikkeld "door en voor Amsterdammers" en symbolisch gepresenteerd om 19.50 (‘zeven uur vijftig’) in Café De Eland aan de Prinsengracht. Studio Mokum750 werd vervolgens opgenomen in het aanbod van circa 200 Amsterdamse horecagelegenheden.[15]
- Ola bracht in 2025 een speciaal raketijsje in de kleuren van Amsterdam op de markt.[16]

Veel van deze producten maken gebruik van het officiële jubileumbeeldmerk, dat vrij beschikbaar is voor gebruik door Amsterdammers en bedrijven die willen bijdragen aan de viering.